# Alma schafft alle
Alma schafft alle ist eine deutsche Filmkomödie von Konrad Petzold aus dem Jahr 1980.

## Handlung
Alma und Dr. Otto Kröpelin verabschieden am Flughafen Neffe Heinz und seine Frau Jana, die für zwei Jahre nach Afrika gehen. Ihr Sohn Jan bleibt bei Alma und Otto. Janas Eltern Novak kommen zu spät und sehen nur noch das Flugzeug abfliegen. Die Novaks versprechen, im Sommer in Groß-Klückow bei Alma Urlaub zu machen.
Der Sommer naht und Jan wartet gespannt auf Post von seinen Eltern. Die haben ihrem Sohn versprochen, für ihn einen Löwen zu fangen. Tatsächlich erreicht Otto eines Tages ein Telegramm, dass für ihn eine Kiste aus Afrika angekommen sei, die er im Hafen von Rostock abholen könne. Mit Alma, die gerade ihren Führerschein gemacht hat und drängelt, weil sie gerne fahren möchte, sowie Jan und seiner Kindergärtnerin Rosi Schröder geht es nach Rostock. In Warnemünde lädt Alma alle zum Essen ins noble Hotel Neptun ein, wo sie trotz fehlender Tischreservierung von Kellner Hannes Felix vorgelassen werden. Er gibt vor, dass Gäste mit Kindern immer bevorzugt werden, hat jedoch in Wirklichkeit ein Auge auf Rosi geworfen. Beide flirten nach dem Essen, während Otto und Alma die Kiste aus Afrika in Empfang nehmen: Drin befindet sich eine Boa constrictor und beide sind entsetzt, zumal sie bereits Jan vor Augen haben, der die Schlange für ein Kuscheltier halten wird. Sie beschließen, Jan nichts von der Schlange zu erzählen.
Zurück in Groß-Klückow werden die Rostock-Fahrer bereits von Jans Großeltern, den Novaks, erwartet. Sie sind eine Woche früher als geplant in den Urlaub gefahren, da die Schlange nicht für die Kröpelins, sondern für Herrn Novaks Terrarium gedacht ist. Eigentlich wollten sie die Kröpelins telefonisch vorwarnen, doch als niemand ans Telefon ging, fuhren sie lieber gleich los. Die Schlange kommt für die Zeit ihres Urlaubs bei Bauer Krischan Hahnemann unter, der nun alles daran setzt, keinen seiner Hasen an die Schlange verfüttern zu müssen. Kleineren Zwischenfällen – Jan erfährt von der Schlange und kann sich unbeobachtet an den Käfig stellen, bevor ihn Opa Novak rettet – folgen größere, so hat Alma mal wieder Amor spielen wollen. Sie will eigentlich Rosi mit dem neuen Tierarzt im Dorf, Herbert Groll, verkuppeln, der jedoch nur an seiner Doktorarbeit interessiert ist. Sie übersieht dabei, dass ihre Ziehtochter Ilona Herbert heimlich liebt. Rosi wiederum hat Gefallen an Hannes gefunden und Agnes unterstützt die Liebe, bis sie von Ilona erfährt, dass Hannes ein Schürzenjäger ist. Einst ließ er sie vor dem Traualtar stehen. Mit Ilonas Hilfe versucht Agnes daher, ihn bloßzustellen. Ilona putzt sich heraus und sucht Hannes im Hotel Neptun auf. Sie will ihn zur Rede stellen und Agnes kommt wie zufällig dazu. Es gelingt Hannes jedoch, die Situation zu meistern. Er will zunächst Rosi alles erklären, die bereits von verschiedenen Dorfbewohnern vor Hannes gewarnt wurde. Dazu kommt es jedoch nicht, weil Ilona ihn auf dem Weg zu Rosi abfängt. Sie fahren ins Neptun, wo Ilona für eine Nacht eincheckt. Hannes stiehlt ihr heimlich ihr Geld und reist in den Urlaub nach Groß-Klückow ab. Ilona kann am nächsten Tag nicht bezahlen und wartet, bis Agnes sie ablöst. Die hat ihr Geld vergessen und auch der zu Hilfe gerufene Herbert kann nicht aushelfen, weil er in der Aufregung tschechisches Geld eingesteckt hat. Hannes ist unterdessen nach Groß-Klückow zum Dorffest gefahren, um Rosi zu sprechen, doch wird er von allen Frauen des Dorfes aktiv daran gehindert, zu ihr zu gelangen. Am Ende schafft Hannes es, wenigstens Otto von den damaligen Zusammenhängen zu berichten. Er wollte per Taxi zum Standesamt, doch die Fahrerin entpuppte sich als eine frühere Liebschaft, die sich weigerte, ihn zu seiner Hochzeit zu fahren, und ihn nach einiger Zeit einfach an einer Überlandstraße aus dem Auto warf. Als er zu Ilona zurückkehrte, war sie bereits verschwunden.
Auf Ottos Rat hin klärt Hannes die Situation im Neptun auf. Alma ist im Hotel eingeschlafen und wird von der Rezeptionistin geweckt, dass die Rechnung Ilonas bezahlt worden sei. Ilona und Herbert sind in der Zwischenzeit zum Strand gegangen, der jedoch überfüllt ist. Erst am Abend findet Alma die beiden, die sich küssend in einem Strandkorb in den Armen liegen. In Groß-Klückow ist ebenfalls die Nacht hereingebrochen. Das Dorffest hat bei Opa Novak und Krischan Hahnemann für Verstimmung gesorgt, haben ihre Frauen doch ständig mit Hannes getanzt. Aus Rache legen beide Männer ihm die Boa in sein Auto. Die Türe vergessen die beiden betrunkenen Männer jedoch zu schließen und so entwischt die Boa über Nacht. Am nächsten Morgen findet Frau Hahnemann sie vor ihrer Haustüre. Opa Novak und Krischan Hahnemann glauben, die Boa habe Hannes verspeist und die hinzukommende Alma bedauert es, sei Hannes doch der richtige Mann für Rosi gewesen. Rosi ist erleichtert, das zu hören, hat Hannes doch in Wirklichkeit die ganze Nacht bei ihr verbracht. Wenig später findet eine Doppelhochzeit statt: Rosi heiratet Hannes und Ilona ehelicht Herbert. Und auch Jan kann sich freuen, ist seine Mutter Jana doch dem Anlass entsprechend aus Afrika zu Besuch gekommen.

## Produktion

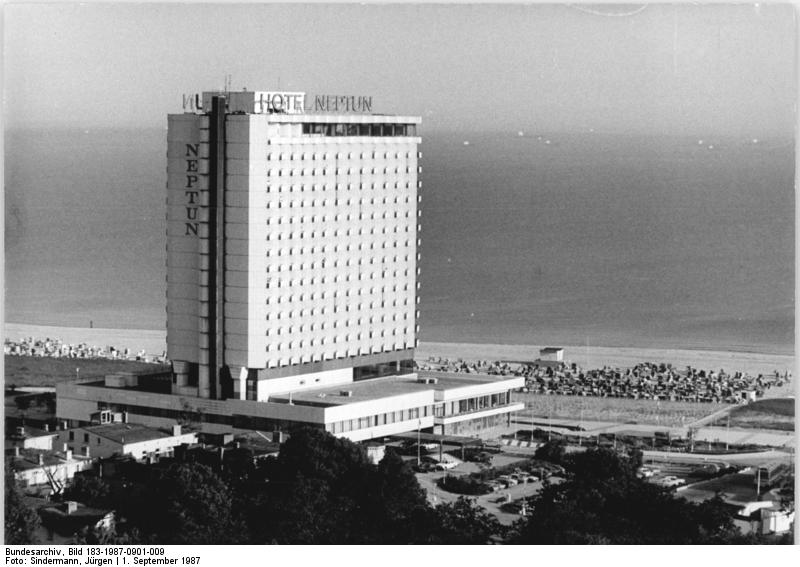
Hotel Neptun, ein Drehort des Films

Alma schafft alle ist nach Viechereien aus dem Jahr 1977 und Oh, diese Tante auf dem Jahr 1978 der dritte Film um Tante Alma, gespielt von Agnes Kraus. Er wurde ab 1979 unter anderem im DEFA-Studio für Spielfilme in Berlin sowie in Rostock und Warnemünde gedreht. Zu den Drehorten zählt das Hotel Neptun, in dem Hannes als Kellner arbeitet. Die Kostüme schuf Dorit Gründel, die Filmbauten stammen von Klaus Winter.
Die Erstsendung des Filmes fand am 1. Mai 1980 im 1. Programm des Fernsehens der DDR statt. Im Jahr 2011 erschien er im Rahmen der Reihe DDR TV-Archiv von Icestorm auf DVD.

## Kritik
Der film-dienst nannte Alma schafft alle eine „vergnügliche Komödie mit der Berliner Volksschauspielerin Agnes Kraus, fürs DDR-Fernsehen gedreht“. Für die TV Spielfilm war der Film ein „volkstümlicher Seriennachschlag“.